# Podgora, Ruda
Podgora (nemško Unternberg) je naselje v Občini Ruda v Okraju Velikovec na Koroškem v Avstriji.